# Gert Molière
Paul Friederich Gaspard Gert Molière (* 7. April 1909 in Butzbach, Hessen; † 1964 in Tübingen) war ein deutscher theoretischer Physiker mit Schwerpunkt Kern- und Teilchenphysik.

## Leben und Werk
Gert Molière promovierte 1935 bei Max von Laue und ging im selben Jahr als wissenschaftlicher Mitarbeiter (und erster theoretischer Physiker) an das Kaiser-Wilhelm-Institut (KWI) für physikalische Chemie und Elektrochemie in Berlin-Dahlem (das heutige Fritz-Haber-Institut). Hier entwickelte er einen quantenmechanischen Zugang zur Röntgenstreuung in Erweiterung der klassischen Methoden von Laues. (Sein jüngerer Bruder Kurt schloss hier 1939 seine Promotion zu einem verwandten Thema ab und wurde nach dem Zweiten Weltkrieg Abteilungsleiter.) Nach 1940 wechselte Gert Molière an das KWI für Physik, das 1943 wegen des Bombenkriegs nach Hechingen verlegt wurde. Hier verfasste er 1947 seine Habilitationsschrift (assoziiert mit der Universität Tübingen) zur Vielfachstreuung bei hohen Energien. Bis Ende 1949 war Molière am KWI in Hechingen. Nach einer Umstrukturierung wurde er 1950 der Forschungsstelle für Spektroskopie der Max-Planck-Gesellschaft unter der Leitung von Hermann Schüler zugeordnet. Im Winter 1951–52 arbeitete Molière auf Einladung von Heisenberg am Nachfolgeinstitut des KWI, dem Max-Planck-Institut für Physik in Göttingen. 1952 ging er auf Vermittlung von César Lattes nach Rio de Janeiro (Centro Brasileiro de Pesquisas Físicas) und 1954 weiter nach São Paulo, wo er 1955/56 Direktor des Instituto de Física Teórica war. Im Anschluss vertrat er dort kurz den Lehrstuhl von David Bohm, bevor er im Juli 1957 nach Europa zurückkehrte. 1957–1959 forschte er als wissenschaftlicher Mitarbeiter am CERN in Genf. Daneben war er seit 1948 Dozent und seit 1954 außerplanmäßiger Professor an der Eberhard-Karls-Universität Tübingen (beurlaubt 1951–1959), wo er 1959 eine „Diätendozentur“ übernahm und schließlich 1964 zum Wissenschaftlichen Rat ernannt wurde.
Am KWI für Physik widmete sich Molière (auf Anregung von Werner Heisenberg) der Erforschung der kosmischen Strahlung und den damit verbundenen Höhenschauern. Auf seinen Ergebnissen beruht das Konzept des Molière-Radius, der ein Maß für die transversale Ausdehnung eines Teilchenschauers darstellt. Seine bekanntesten Veröffentlichungen stammen aus der Zeit unmittelbar nach dem Krieg und befassen sich mit dem Problem der quantenmechanischen Einzel- und Vielfachstreuung. Molières Hochenergienäherung für die Einzelstreuung wurde von Glauber als semiklassische Näherung interpretiert und ist auch unter der Bezeichnung Eikonalnäherung bekannt. Hans Bethe hat Molières Ergebnisse zur Vielfachstreuung kurz nach ihrer Veröffentlichung bestätigt.
Aus Molières umfangreichen Briefwechsel mit Heisenberg geht hervor, dass er mit seiner Festanstellung in Brasilien unzufrieden war und sich deshalb für eine temporäre Anstellung am CERN entschied. Er erwähnt auch seine Erkrankung an Morbus Bechterew. Viele seiner Briefe schildern seine finanziellen Nöte: In Europa war Molière im Wesentlichen nur befristet (also im Rahmen von Zeitverträgen) angestellt. So war er etwa 1950 beim Wechsel vom KWI zur Forschungsstelle für Spektroskopie unmittelbar von Kündigung bedroht. Ab Oktober 1951 übernahm auf Bestreben Heisenbergs die Max-Planck-Gesellschaft vorübergehend seine Finanzierung.
Einer seiner Doktoranden in Tübingen war Hans Joos.